# Convoi no 53 du 25 mars 1943
Le convoi no 53 du 25 mars 1943 est un convoi de déportation parti du camp de Drancy avec pour destination le centre d'extermination de Sobibor. Il arrive à Sobibor trois jours après son départ.

## Les déportés
Parmi les 1 008 personnes (dont 118 enfants) du convoi, se trouvent les victimes de la rafle de la rue Sainte-Catherine à Lyon le 9 février 1943, dont le père de Robert Badinter Simon Badinter et les résistants Régine Gattegno, Marcelle Loeb, Pierre Lanzenberg, Jean-Jacques Rein et Juliette Weill.
Sylvain Kaufmann réussit à s'évader du convoi en limant le plancher du wagon. À sa suite, douze autres déportés s'échapperont par la même issue. Ils seront tous repris et déportés à Auschwitz. Kaufmann ainsi que trois autres évadés du convoi no 53, Hughes Steiner, Robert et Paul Fogel,, survivront à l'univers concentrationnaire.
Sonia Mossé fait partie du convoi avec sa demi-sœur Esther Levine.
On trouve aussi la sœur et la nièce de Nachman Bindefeld, la mère de Jacques Solomon, la mère de  Joseph Billig, et Alfred Valensi.

## Rescapés
En 1945, 5 personnes sont des survivants de ce convoi.

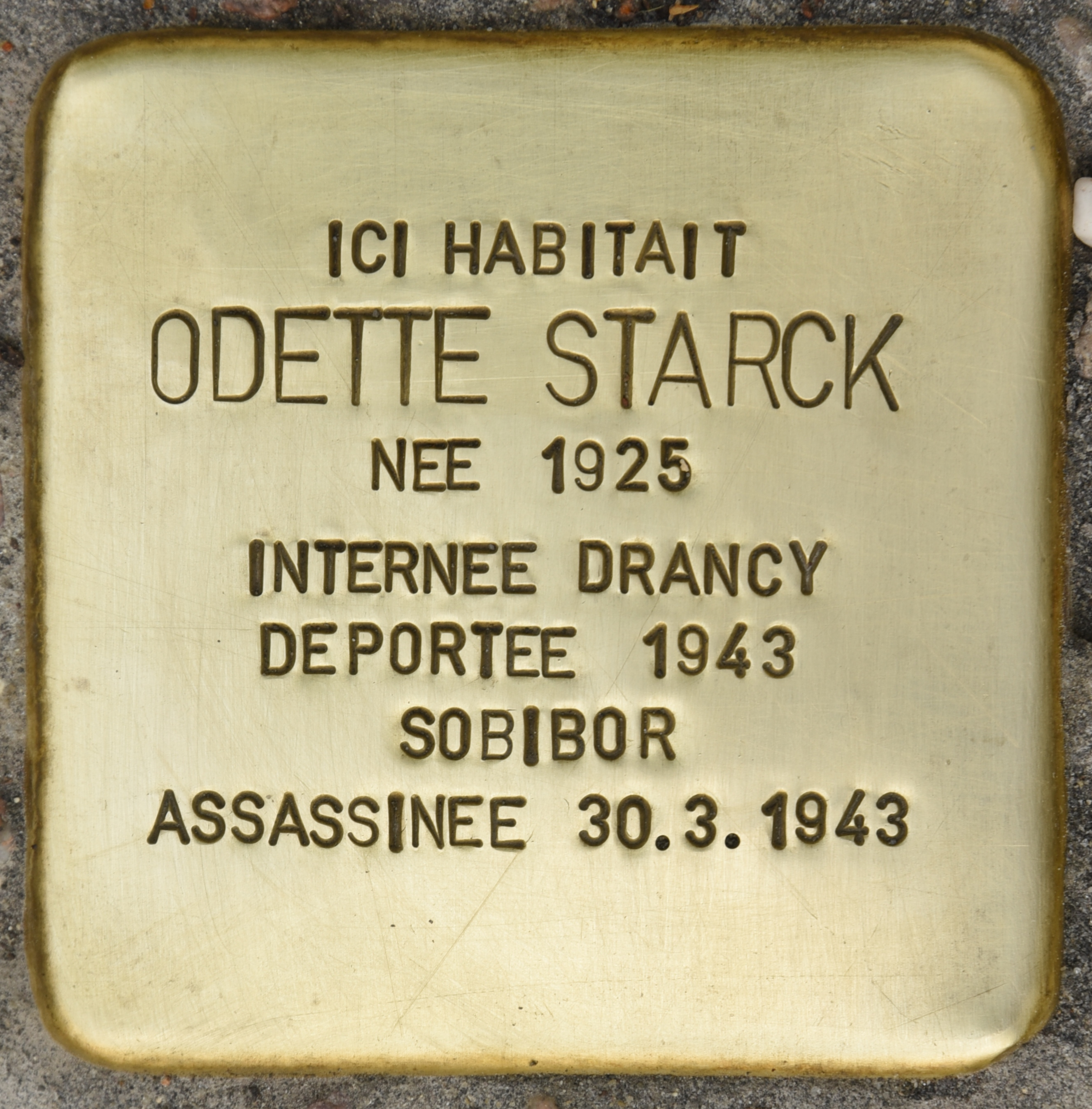
Stolpersteine en hommage à Odette Starck (1925-1943), située devant son dernier domicile au 12 rue Pauline à Fontenay-sous-Bois[6].
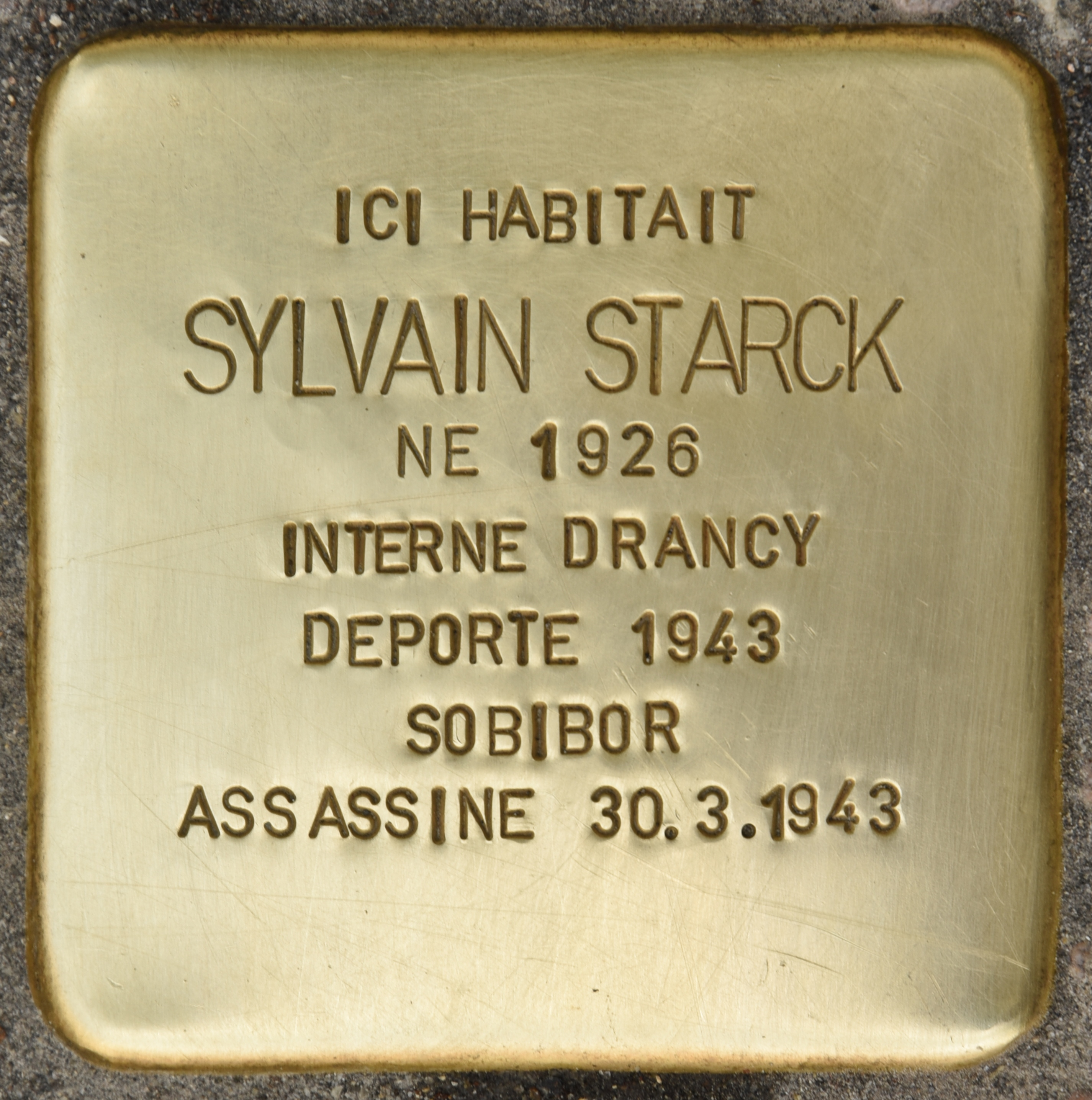
Stolpersteine en hommage à Sylvain Starck (1926-1943), située devant son dernier domicile au 12 rue Pauline à Fontenay-sous-Bois